# Гипотеза Ландера — Паркина — Селфриджа
Гипотеза Ландера — Паркина — Селфриджа в теории чисел является предположением об условиях существования решений в натуральных числах уравнений для сумм одинаковых степеней неизвестных. Эти уравнения являются обобщением уравнений великой теоремы Ферма.

## Предыстория
Целочисленные решения диофантовых уравнений, например, целочисленные решения уравнения {\displaystyle a^{2}+b^{2}=c^{2}}, связанного с теоремой Пифагора, изучались на протяжении многих столетий. Великая теорема Ферма утверждает, что для целых степеней {\displaystyle k>2} уравнение {\displaystyle a^{k}+b^{k}=c^{k}} не имеет решения в натуральных числах {\displaystyle a,b,c}.
В 1769 году Леонард Эйлер, увеличив число слагаемых в уравнении, выдвинул гипотезу, которая в обобщённой форме сводится к тому, что уравнения
{\displaystyle {\begin{matrix}a^{3}+b^{3}=c^{3}\\a^{4}+b^{4}+c^{4}=d^{4}\\a^{5}+b^{5}+c^{5}+d^{5}=e^{5}\\\dots \\\sum \limits _{k=1}^{n-1}a_{k}^{n}=a_{n}^{n}\end{matrix}}}
не имеют решения в натуральных числах.
В 1966 году Леон Дж. Ландер (англ. Leon. J. Lander) и Томас Р. Паркин (англ. Thomas. R. Parkin) нашли для {\displaystyle k=5} контрпример, опровергающий гипотезу Эйлера:
{\displaystyle 27^{5}+84^{5}+110^{5}+133^{5}=144^{5}.}
Для {\displaystyle k=4} первым контрпример нашёл Ноам Элкис в 1988 году. Наименьшее решение, найденное в том же году (Roger Frye, 1988) таково:
{\displaystyle 414560^{4}+217519^{4}+95800^{4}=422481^{4},}
Однако для {\displaystyle k=6} гипотеза Эйлера остаётся открытой.

## Гипотеза
В 1967 году Ландер, Паркин и Джон Селфридж предположили, что уравнение
{\displaystyle \sum _{i=1}^{m}x_{i}^{k}=\sum _{i=1}^{n}y_{i}^{k}}
может иметь нетривиальное решение в натуральных числах, только если {\displaystyle k\leq m+n}.
Из великой теоремы Ферма вытекает справедливость гипотезы для случая {\displaystyle (k,2,1),k>3} и отсутствие решений для {\displaystyle (3,2,1)}.
Поиск решений уравнений {\displaystyle (k,m,n)} для некоторых степеней оказывается трудной задачей не только для {\displaystyle k=m+n}, но и для {\displaystyle k<m+n}. Поиском решений для различных {\displaystyle (k,m,n)} занимаются проекты распределенных вычислений EulerNet и yoyo@home.

## Известные решения для (k,m,n),k=m+n
По состоянию на 2006 год известны следующие решения для (k, m, n) при k = m + n:

### (4, 2, 2)
{\displaystyle 158^{4}+59^{4}=134^{4}+133^{4}}, бесконечно много решений.

### (4, 1, 3)
{\displaystyle 422481^{4}=414560^{4}+217519^{4}+95800^{4}}, бесконечно много решений.

### (5, 1, 4)
{\displaystyle 144^{5}=133^{5}+110^{5}+84^{5}+27^{5}}, известно 2 решения.

### (5, 2, 3)
{\displaystyle 14132^{5}+220^{5}=14068^{5}+6237^{5}+5027^{5}}, известно 1 решение.

### (6, 3, 3)
{\displaystyle 23^{6}+15^{6}+10^{6}=22^{6}+19^{6}+3^{6}}, бесконечно много решений.

### (8, 3, 5)
{\displaystyle 966^{8}+539^{8}+81^{8}=954^{8}+725^{8}+481^{8}+310^{8}+158^{8}}, известно 1 решение.

### (8, 4, 4)
{\displaystyle 3113^{8}+2012^{8}+1953^{8}+861^{8}=2823^{8}+2767^{8}+2557^{8}+1128^{8}}, известно 1 решение.

## Некоторые решения для (k,k, 1)

### k= 3
{\displaystyle 3^{3}+4^{3}+5^{3}=6^{3}} .

### k= 4
{\displaystyle 30^{4}+120^{4}+272^{4}+315^{4}=353^{4}} (R. Norrie, 1911)

### k= 5
{\displaystyle 19^{5}+43^{5}+46^{5}+47^{5}+67^{5}=72^{5}} (Lander, Parkin, Selfridge, smallest, 1967)

### k= 6
Решения неизвестны.

### k= 7
{\displaystyle 127^{7}+258^{7}+266^{7}+413^{7}+430^{7}+439^{7}+525^{7}=568^{7}} (M. Dodrill, 1999)

### k= 8
{\displaystyle 90^{8}+223^{8}+478^{8}+524^{8}+748^{8}+1088^{8}+1190^{8}+1324^{8}=1409^{8}} (Scott Chase, 2000)

### k≥ 9
Решения неизвестны.